# Groepsbelediging (Nederland)
Groepsbelediging, ook wel belediging van een groep mensen of belediging van een bevolkingsgroep is een misdrijf in het Nederlandse strafrecht. Het is opgenomen in artikel 137c in de Titel V van het Wetboek van Strafrecht (Sr), waarin misdrijven tegen de openbare orde zijn opgenomen. Belediging van een groep mensen is een vorm van strafbare belediging en wordt tot de uitingsdelicten gerekend. Het misdrijf onderscheidt zich van andere beledigingsdelicten, niet door de inhoud van de belediging, maar door de link tussen de uiting en specifieke groepskenmerken. Er is sprake van belediging van een groep mensen indien iemand zich in het openbaar, mondeling of bij geschrift of afbeelding, opzettelijk beledigend uitlaat over een groep mensen wegens hun ras, hun godsdienst of levensovertuiging, hun hetero- of homoseksuele gerichtheid of hun lichamelijke, psychische of verstandelijke handicap. De ratio voor strafbaarstelling is mede gelegen in het voorkomen van ontregeling van het publieke debat en de voorkoming van ongeregeldheden. Groepsbelediging is nauw verwant met het in artikel 137d vervatte aanzetten tot haat, discriminatie of geweld. Artikel 137e Sr bevat het verspreidingsdelict van groepsbelediging.

## Geschiedenis
Ten tijde van de inwerkingtreding van het Wetboek van Strafrecht (in 1886) kende het Nederlandse strafrecht nog geen strafbaarstelling voor de belediging van een groep personen. De minister had zelfs uitdrukkelijk, in het Verslag van de Tweede Kamer, overwogen dat "beleedigingen tegen personae morales of collectief tegen vereenigingen van personen" niet strafbaar waren op basis van de algemene beledigingsdelicten in het Wetboek van Strafrecht. Volgens de minister voorzag de wet niet in groepsbelediging, omdat de belediging 'iemand' moest zijn aangedaan. Daarnaast werd het strafbaar stellen van belediging van een collectiviteit onwenselijk geacht, omdat dit de vrijheid van kritiek der openbare machten te veel zou beperken. Tot slot achtte de minister de strafbaarstelling van groepsbelediging ook overbodig, omdat de wet reeds beledigingen tegen een persoon strafbaar stelde; voor zover de uiting niet beledigend voor een persoon is, is er ook geen noodzaak om zich iets van de belediging aan te trekken, aldus de minister. Deze houding veranderde echter na de Eerste Wereldoorlog toen, volgens de regering, het aantal krenkende uitlatingen tegen groepen van de bevolking een haast "epidemisch karakter" vertoonde. Groepsbelediging werd bij Wet van 19 juli 1934, Stb. 405 in het Wetboek van Strafrecht opgenomen. Vervolgens werd de bepaling nog drie keer inhoudelijk aangepast, namelijk bij Wet van 18 februari 1971, Stb. 96, Wet van 14 november 1991, Stb. 623 en Wet van 10 maart 2005, Stb. 111.

### Wet van 19 juli 1934, Stb. 405
De Wet van 19 juli 1934, Stb. 405 stelde per 16 augustus 1934 strafbaar "hij die zich in het openbaar, mondeling of bij geschrift of afbeelding, opzettelijk in beleedigenden vorm uitlaat over eene groep van de bevolking of over eene ten deele tot de bevolking behorende groep van personen". Voor de strafbaarstelling droeg de regering meerdere redenen aan: het beledigen van groepen zou indruisen tegen de christelijke naastenliefde; ethisch verwerpelijk zijn; in strijd zijn met de oudste vaderlandse tradities, en; het samenhorigheidsgevoel binnen de natie in gevaar brengen. Daarnaast vormden zulke uitlatingen een direct gevaar voor de openbare orde; de regering wees erop dat groepsbelediging reeds plaatselijk tot een verstoring van de openbare orde had geleid.
De nieuwe bepaling kende enerzijds een ruime omvang. Wat onder 'groep van de bevolking' moest worden verstaan was niet nader in de wet gedefinieerd. Volgens de memorie van toelichting vielen hier in ieder geval "de Joden in het algemeen, de 'geestelijkheid', en dergelijke" onder. In de praktijk werd het begrip ruim geïnterpreteerd, waardoor er veel meer dan alleen ras of godsdienst onder viel. Ook aan het begrip 'bevolking' werden geen hoge eisen gesteld, op basis van artikel 83bis Sr (oud) behoorde daartoe iedereen die zich binnen de grenzen van het rijk in Europa bevond. Wel was de bepaling beperkt doordat vereist werd dat de uiting in een 'beledigende vorm' werd gedaan; de uiting moest niet alleen beledigend zijn, maar tevens op een beledigende manier geuit worden. Men spreekt ook wel van formele belediging. Daardoor viel smaad bijvoorbeeld al snel af, indien het ten laste gelegde feit niet tevens ook naar zijn vorm beledigend was. Scheldwoorden en bespottingen vielen daarentegen wel onder het bereik van het delict.

### Wet van 18 februari 1971, Stb. 96
Op 24 oktober 1966 ondertekende Nederland het Internationaal Verdrag inzake de uitbanning van alle vormen van rassendiscriminatie (IVUR). Nederland verplichtte zich op basis van dit verdrag om bepaalde gedragingen strafbaar te stellen. Hoewel het verdrag hier niet toe dwingt, was de Nederlandse regering van mening dat zij in de naleving van het verdrag tekort zou schieten indien zij de belediging van een groep mensen vanwege hun ras niet als strafbepaling zou opnemen. De oude bepaling inzake groepsbelediging schoot daarbij op twee punten te kort. Enerzijds, doordat alleen de formele belediging van een groep was verboden en anderzijds, omdat het artikel alleen personen die tot de Nederlandse bevolking behoorde beschermde. Om tegemoet te komen aan het verdrag werd het oude artikel 137c volledig vervangen door een nieuwe bepaling die beoogde om "uitlatingen, welke een grove aantasting vormen van de eer van tot bepaalde groepen behorende mensen of hun elementaire rechtsgoederen bedreigen, uit het openbare leven te bannen". Het nieuwe artikel 137c luidde: "hij die zich in het openbaar, mondeling of bij geschrift of afbeelding, opzettelijk beledigend uitlaat over een groep mensen wegens hun ras, hun godsdienst of hun levensovertuiging, wordt gestraft".
Het begrip 'ras' diende daarbij overeenkomstig het IVUR te worden uitgelegd. Artikel 1 van het verdrag geeft een definitie van rassendiscriminatie. Daarin wordt als grond van rassendiscriminatie naast ras ook genoemd huidskleur, afkomst of nationale of etnische afstamming. De regering koos ervoor om deze opsomming niet over te nemen, omdat de opsomming zich niet zou lenen voor een strafbepaling. Sommige gronden zouden namelijk te breed opgevat kunnen worden, bijvoorbeeld 'afstamming'. Desalniettemin moest het woord ras volgens de regering conform de strekking van de in artikel 1 van het verdrag gegeven opsomming uitgelegd worden. Met het oog op het, destijds door de Verenigde Naties in voorbereiding zijnde, internationaal verdrag inzake de uitbanning van elke vorm van godsdienstige onverdraagzaamheid en discriminatie (dat echter nooit tot stand is gekomen) achtte de regering het ook noodzakelijk om godsdienstige groepen op te nemen in de strafbepaling. Omdat enkele andere groepen volgens de regering evenveel recht op bescherming hadden als religieuze groepen, bijvoorbeeld atheïsten, werd de bepaling ook uitgebreid naar sommige levensbeschouwelijke groepen. Volgens de regering moest het wel gaan om groepen die "fundamentele opvattingen gemeen hebben", zodat niet iedere groep onder de noemer zou vallen.

### Wet van 14 november 1991, Stb. 623 en wet van 10 maart 2005, Stb. 111
Bij wet van 14 november 1991 werd nog een extra grond voor groepsbelediging ingevoerd, namelijk belediging op basis van seksuele geaardheid. In tegenstelling tot het artikel inzake aanzetten tot haat (137d Sr) werd ervoor gekozen om niet ook belediging op basis van sekse strafbaar te stellen. De minister was van mening dat dit niet noodzakelijk was, omdat discriminatie van vrouwen voornamelijk te wijten zou zijn aan "opvattingen over de rol van de vrouw in de maatschappij". Sekse verschilde van de in 137c genoemde groepen in zoverre, dat door belediging van deze groepen een "negatief beeld ontstaat, waartegen zij zich moeilijk kunnen verweren". Dit negatieve beeld kon op zijn beurt weer leiden tot discriminatie en maatschappelijke achterstelling van leden van de groep. Daarom achtte de minister strafbaarstelling van belediging op grond van seksuele geaardheid noodzakelijk.
Wederom een extra beledigingsgrond werd bij wet van 10 maart 2005 aan het artikel toegevoegd. De wet stelt belediging op basis van 'lichamelijke, psychische of verstandelijke handicap' strafbaar.

## Ratio legis
De ratio legis voor strafbaarstelling verschilde per periode. In de jaren 30 lag het accent nog voornamelijk op de bescherming van de openbare orde en het voorkomen van ongeregeldheden. Dit rechtvaardigde ook de plaatsing van het artikel in de titel over misdrijven tegen de openbare orde. Tijdens de herschrijving van het artikel in de jaren 70 schoof het belang van de openbare orde naar de achtergrond. Weliswaar kwam de bepaling in dezelfde titel terecht, maar de wetgever wilde voornamelijk aan zijn verdragsverplichtingen uit het Internationaal Verdrag inzake de uitbanning van alle vormen van rassendiscriminatie voldoen. Het belang van non-discriminatie werd vooropgesteld. Bij latere wijzigingen kwam het beginsel van gelijke behandeling steeds meer naar voren. In deze visie kon de belediging van een groep het maatschappelijk functioneren van die groep belemmeren, bijvoorbeeld doordat zij een slechte naam krijgen of hun zelfvertrouwen geschaad wordt. Daarbij zij overigens opgemerkt dat het artikel niet alleen minderheden beschermt, maar ook meerderheden zoals heteroseksuelen. Hieruit kan worden afgeleid dat het voorkomen van ongeregeldheden tussen groepen nog steeds van belang is.

## Delictsbestanddelen
Artikel 137c
 1. Hij die zich in het openbaar, mondeling of bij geschrift of afbeelding, opzettelijk beledigend uitlaat over een groep mensen wegens hun ras, hun godsdienst of levensovertuiging, hun hetero- of homoseksuele gerichtheid of hun lichamelijke, psychische of verstandelijke handicap, wordt gestraft met gevangenisstraf van ten hoogste een jaar of geldboete van de derde categorie.
 2. Indien het feit wordt gepleegd door een persoon die daarvan een beroep of gewoonte maakt of door twee of meer verenigde personen wordt gevangenisstraf van ten hoogste twee jaren of geldboete van de vierde categorie opgelegd.
De beledigende uitlating moet in het openbaar zijn gedaan. Volgens de Hoge Raad moet hieronder begrepen worden "het ter kennis van het publiek brengen". De uitlating moet mondeling of bij geschrift of afbeelding worden gedaan. Onder een geschrift wordt mede verstaan een grammofoonplaat. Onder afbeelding valt 'een vastgelegd beeld, zoals een (foto)grafisch beeld, een prent of een plaat. In 1986 bepaalde de Hoge Raad dat een gebaar (i.c. de Hitlergroet) geen afbeelding in de zin van artikel 137c is; het brengen van de Hitlergroet is daarom niet strafbaar als groepsbelediging. Van belediging is sprake indien een uitlating "de strekking heeft een ander bij het publiek in een ongunstig daglicht te stellen en hem aan te randen in zijn eer en goede naam". Daarvoor moet de uitlating zelf beledigend zijn, maar ook door anderen binnen de context als beledigend worden ervaren. Uitzonderingen op het beledigende karakter kunnen worden gemaakt op grond van artistieke expressie, geloofsopvatting en politieke overtuiging. Centraal aan groepsbelediging is dat een groep mensen op basis van externe kenmerken wordt beledigd. Deze kenmerken zijn uitputtend in de wet opgenomen en omvatten 'ras, godsdienst, levensovertuiging, hetero- of homoseksuele gerichtheid, lichamelijke, psychische of verstandelijke handicap'. Het beledigen van slechts de karakteristieken (bijvoorbeeld een godsdienst) is niet strafbaar, "ook niet indien dit geschiedt op zo’n wijze dat de aanhangers van die godsdienst daardoor in hun godsdienstige gevoelens worden gekrenkt". De term ras wordt uitgelegd conform het Internationaal Verdrag inzake de uitbanning van alle vormen van rassendiscriminatie, en omvat daardoor mede ras, huidskleur, nationaliteit en etniciteit.